# نهائي كأس أوروبا 1959
نهائي كأس أوروبا 1959 كانت مباراة كرة قدم أقيمت على ملعب نيكار في مدينة شتوتغارت يوم 3 يونيو 1959. كانت المُباراة بين حامل اللقب للثلاث نسخ السابقة ريال مدريد ونادي ستاد ريمس والذي فاز بها ريال مدريد بهدفين نظيفين، وحافظ نادي ريال مدريد على اللقب للمرة الرابعة على التوالي.

## عن الفريقين

### ريال مدريد
| تاريخ ريال مدريد في نهائيات دوري أبطال أوروبا | تاريخ ريال مدريد في نهائيات دوري أبطال أوروبا | تاريخ ريال مدريد في نهائيات دوري أبطال أوروبا | تاريخ ريال مدريد في نهائيات دوري أبطال أوروبا | تاريخ ريال مدريد في نهائيات دوري أبطال أوروبا | تاريخ ريال مدريد في نهائيات دوري أبطال أوروبا |
| النسخة                                        | المركز                                        | الخصم                                         | النتيجة                                       | المكان                                        | الحضور                                        |
| كأس أوروبا (النظام القديم)                    | كأس أوروبا (النظام القديم)                    | كأس أوروبا (النظام القديم)                    | كأس أوروبا (النظام القديم)                    | كأس أوروبا (النظام القديم)                    | كأس أوروبا (النظام القديم)                    |
| --------------------------------------------- | --------------------------------------------- | --------------------------------------------- | --------------------------------------------- | --------------------------------------------- | --------------------------------------------- |
| 1956                                          | البطل                                         | ستاد ريمس                                     | 3–4                                           | بارك دي برينس، باريس                          | 38,239                                        |
| 1957                                          | البطل                                         | فيورنتينا                                     | 0–2                                           | سانتياغو بيرنابيو، مدريد                      | 124,000                                       |
| 1958                                          | البطل                                         | ميلان                                         | 2–3 (ب.و.إ)                                   | الملك بودوان، بوركسل                          | 67,000                                        |

### ستاد ريمس
| تاريخ ستاد ريمس في نهائيات دوري أبطال أوروبا | تاريخ ستاد ريمس في نهائيات دوري أبطال أوروبا | تاريخ ستاد ريمس في نهائيات دوري أبطال أوروبا | تاريخ ستاد ريمس في نهائيات دوري أبطال أوروبا | تاريخ ستاد ريمس في نهائيات دوري أبطال أوروبا | تاريخ ستاد ريمس في نهائيات دوري أبطال أوروبا |
| النسخة                                       | المركز                                       | الخصم                                        | النتيجة                                      | المكان                                       | الحضور                                       |
| كأس أوروبا (النظام القديم)                   | كأس أوروبا (النظام القديم)                   | كأس أوروبا (النظام القديم)                   | كأس أوروبا (النظام القديم)                   | كأس أوروبا (النظام القديم)                   | كأس أوروبا (النظام القديم)                   |
| -------------------------------------------- | -------------------------------------------- | -------------------------------------------- | -------------------------------------------- | -------------------------------------------- | -------------------------------------------- |
| 1956                                         | الوصيف                                       | ريال مدريد                                   | 3–4                                          | بارك دي برينس، باريس                         | 38,239                                       |

## النهائي
| ستاد ريمس | 2-0    | ريال مدريد                                |
| --------- | ------ | ----------------------------------------- |
|           | Report | إنريكي ماتيوس 1' · ألفريدو دي ستيفانو 47' |

| ستاد ريمس | ريال مدريد |

| GK         | 1  | دومينيك كولونا   |
| DF         | 2  | برونو رودزيك     |
| DF         | 3  | برونو رودزيك (ك) |
| DF         | 4  | راؤول جيرودو     |
| MF         | 5  | أرماند بينفيرن   |
| MF         | 6  | مايكل ليبلوند    |
| FW         | 7  | روبرت لامارتين   |
| FW         | 8  | رينيه بلياردو    |
| FW         | 9  | جاست فونتين      |
| FW         | 10 | روجر بيانتوني    |
| FW         | 11 | جان فنسان        |
| المدرب:    |    |                  |
| ألبرت باتو |    |                  |

|                |    |                      |
| GK             | 1  | روجيليو دومينغويز    |
| DF             | 2  | ماركوس ألونسو إيماز  |
| DF             | 3  | خوان سانتيستيبان     |
| DF             | 4  | خوسيه سانتاماريا (ك) |
| DF             | 5  | خوان سانتيستيبان     |
| MF             | 6  | أنطونيو رويز         |
| MF             | 7  | ريموند كوبا          |
| MF             | 8  | إنريكي ماتيوس        |
| MF             | 9  | ألفريدو دي ستيفانو   |
| FW             | 10 | هيكتور ريال          |
| FW             | 11 | فرانشيسكو خينتو      |
| المدرب:        |    |                      |
| لويس كارنيلجيا |    |                      |